# 弗罗茨瓦夫皇帝城堡

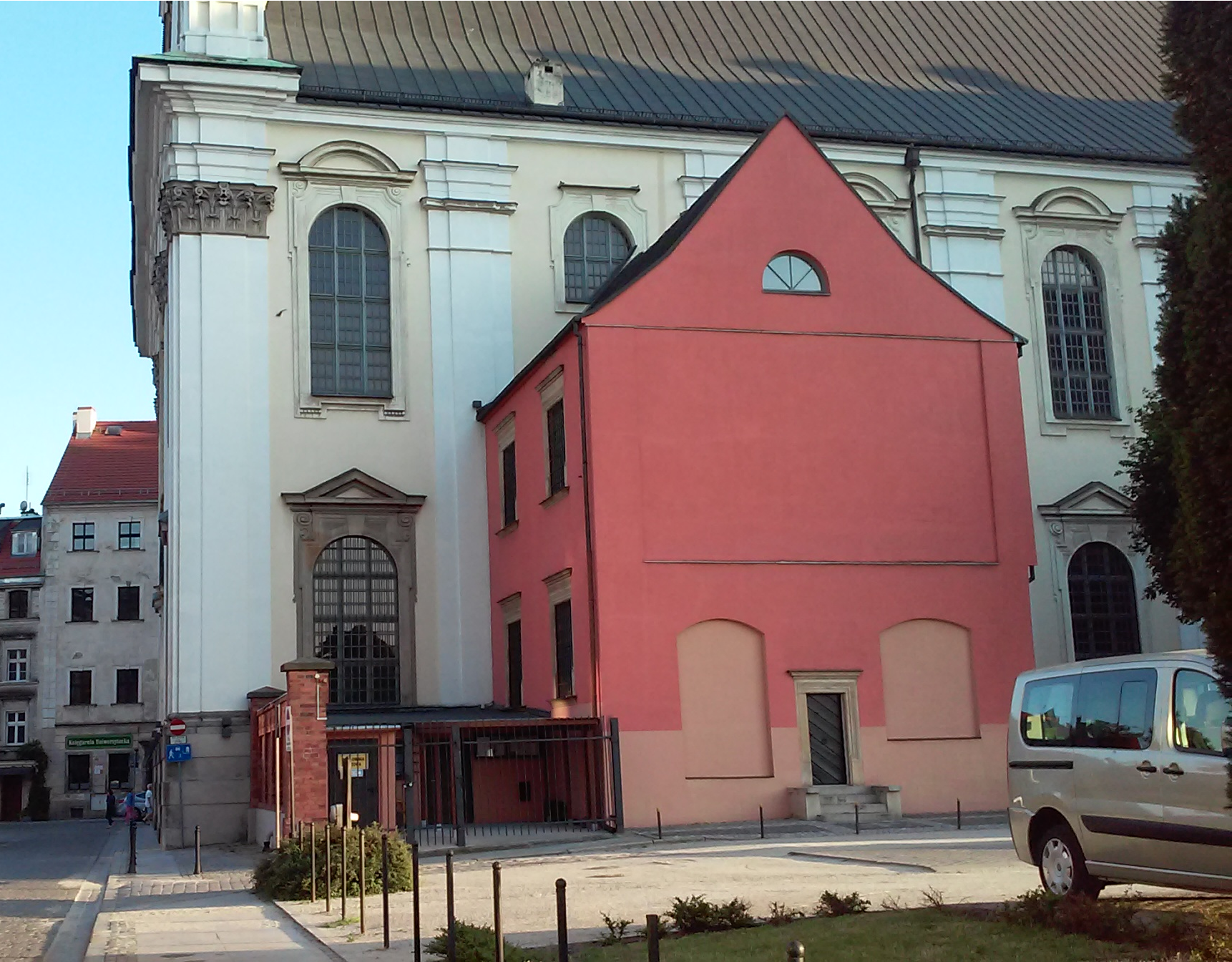

弗罗茨瓦夫皇帝城堡（波兰语：Zamek cesarski we Wrocławiu）是一座西里西亚公爵的城堡，位于弗罗茨瓦夫。其主体早已消失，原址即今日的弗罗茨瓦夫大学主楼。其仅存的一处未受破坏的遗迹，目前为耶稣圣名堂的祭衣间。
目前大学所在地是该市的第二座城堡，晚于座堂岛城堡（Zamek na Ostrowie Tumskim）。最初，这里有下西里西亞公爵亨里克二世和亨里克四世，可能还有亨里克一世的豪宅。真正的城堡直到14世纪初才建成，位于庄园的西北部，呈三角形布局，北侧为圆柱形塔楼，毗邻奥得河。神圣罗马皇帝查理四世统治期间，这座城堡在1346年至1378年间重建。大约1350年，建起了一座带有帐篷屋顶的塔楼。
1659年，神圣罗马皇帝利奥波德一世将城堡移交给耶稣会会士。1689年，南楼被拆除，改建为耶稣圣名堂（kościołem Imienia Jezus）。西楼和马厩在1728-1731年被拆除，主楼在1734年之前被拆除。北楼在1851-1858 年被拆除。城堡唯一保存完好的部分是耶稣圣名堂的祭衣间，所谓的“御门”（Brama Cesarska）。